# Вукович, Давид
Давид Вукович (босн. David Vuković; род. 21 декабря 2003) — боснийский футболист, нападающий клуба «Борац».

## Клубная карьера
Вукович — воспитанник клуба «Борац». 30 мая 2021 года в матче против «Слобода Тузла» он дебютировал в чемпионате Боснии и Герцеговины. В своём дебютном сезоне игрок стал чемпионом страны. В 2024 году в поединке против ГОШКа Давид забил свой первый гол за «Борац».

## Достижения
Клубные
 «Борац» (Баня-Лука)
- Победитель чемпионата Боснии и Герцеговины (2) — 2020/2021, 2023/2024